# Arboga flygplats
Arboga flygplats (IATA: -, ICAO: ESQO) är militär flygplats, cirka 3,5 km sydost om Arboga i Västmanlands län.

## Historik
I början av 1940-talet var Flygvapnet i behov av ytterligare en flygverkstad, utöver de i Malmslätt och Västerås. Efter förslag om placering i Köping, Eskilstuna eller Örebro, beslutade riksdagen den 20 juni 1942 att förlägga den nya flygverkstaden till Arboga. Vilken fick namnet Centrala flygverkstaden i Arboga (CVA). Samma år, 1942, påbörjades planerings- och konstruktionsarbetet med flygfältet, vilket även omfattade ett verkstadsområde och 30-tal lägenheter. År 1944 besåddes flygfältet med gräs, och den 16 november landade det första flygplanet på flygfältet. År 1946 stod hela flygverkstaden färdig. Totalt omfattade flygfältet och verkstadsområdet en areal om 526 hektar. 
Till flygfältet anlades två bergstunnlar, en provtunnel "P-tunneln" och Tunnel 1. Tanken med tunnlarna var att flygplan landade på flygfältet och bogseras ner i berget för reparation i sidotunnlar. Den första tunneln, P-tunneln, började sprängas fram i april 1943, och i oktober 1944 var samtliga tunnlar utsprängda. Den 17 augusti 1945 invigdes flygverkstaden, och Flygförvaltningens Flygverkstad Stockholm avvecklades till förmån till verkstaden i Arboga. CVA blev år 1968 en del av Försvarets Fabriksverk (FFV), som under 1990-talet blev Volvo Aero Support. År 1997 avvecklade Volvo Aero Support sin verksamhet vid flygverkstaden.
Flygfältet tillhör idag Saab och är ett skyddsobjekt, med tillträdes- och fotoförbud.